# Eclose-Badinières
Eclose-Badinières é uma comuna francesa na região administrativa de Auvérnia-Ródano-Alpes, no departamento de Isère. Estende-se por uma área de 16.28 km². Em 2010 a comuna tinha 1 467 habitantes (densidade: 90,1 hab./km²).
Foi criada em 1 de janeiro de 2015, a partir da fusão das antigas comunas de Eclose e Badinières.